# Frances Allen
Frances Elizabeth "Fran" Allen, född 4 augusti 1932 i Peru i Clinton County i New York, död 4 augusti 2020, var en amerikansk vetenskapsman och mottagare av Turingpriset 2006. Hon är känd för banbrytande arbete på områdena kompilatorer, kodoptimering och parallellisering.
Allen var från början matematiklärare på high school, och skulle arbeta på IBM bara ett tag, för att betala av sitt studielån. Tidigt på 1980-talet startade hon Parallel TRANslation (PTRAN)-gruppen för att studera problem på området kompilering för parallelldatorer. Hennes grupp räknades bland de främsta i världen inom detta område. Hennes arbete med algoritmer och tekniker la grunden för dagens arbete med kommersiella kompilatorer.
Allens inflytande på IBM, där hon arbetade, gjorde att hon valdes till IBM Fellow 1989.  Det var första gången en kvinna fick den utmärkelsen. Hon var också chef för IBMs Academy of Technology, en ledande organisation inom datavetenskapen.
År 1997 hedrades Allen genom att bli invald i WITI Hall of Fame. Hon pensionerade sig från IBM 2002. När hon mottog Turingpriset 2007 var det som första kvinna.